# 火力戦闘指揮統制システム

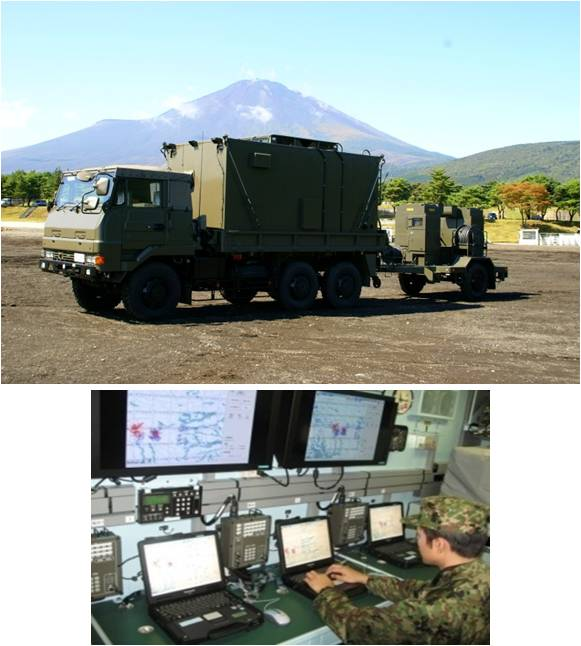
火力戦闘指揮統制システム(FCCS)

火力戦闘指揮統制システム（かりょくせんとうしきとうせいしすてむ、英: Firing Command and Control System、略語FCCS（フックス））は、陸上自衛隊の装備。方面隊・師団・旅団・大隊の特科部隊や即応機動連隊に配備される。各種センサーの情報を集約し、対地・対艦に対する射撃・戦闘に必要な情報を迅速・正確に処理伝達するための指揮・統制を行うシステム。
2006年（平成18年）度から2009年（平成21年）度にかけて試作を実施、2008年（平成20年）度から2010年（平成22年）度の間に試験を実施、2011年（平成23年）度に初めて予算が計上された。製作は東芝。

## 概要
従来の火力戦闘指揮装置はC2システムとして野戦特科射撃指揮装置（FADAC）、およびこれに連接されたC4Iシステムとして野戦特科情報処理システム（FADS）が配備されている。しかしこれらのシステムは迅速・正確な情報処理・伝達に制約があり、情報の授受・確認に時間を要する上、他の指揮統制システムとの連接が不十分であった。このため多種多様な事態への一元的な火力戦闘を行い、迅速・的確な火力戦闘指揮を実現するため本システムが開発された。
FCCSは地上監視レーダー（地上レーダ装置1号改 JTPS-P23や地上レーダ装置2号改 JPPS-P24等）や、対砲迫レーダー（対砲レーダ装置 JTPS-P16等）、各種（電波・光学）監視装置、目視等、また他の陸上自衛隊のC4Iシステムと連接して、得た情報の分析・処理を自動で行い、必要とされる各火砲（榴弾砲・自走砲・迫撃砲等）や誘導弾を選定した後に射撃データを伝達する。なおUAVが習得したデータをFCCSを含む陸上自衛隊のC4Iシステムと連接する調査も行われている。
なお陸自以外との連接は、海上自衛隊とはFCCSと海上自衛隊指揮統制システムの連接が、地対艦ミサイル連隊と海自・空自とのリンク機能に関する研究と並行して行われた。また航空自衛隊とは自衛隊デジタル通信システムを搭載したF-2の対地攻撃を支援する地上のデータリンク端末である指揮統制用のJDC地上システム及び前線航空管制用のJDC地上システムが、FCCSとの連接で航空部隊とのより密接な連携が可能となる。
FCCSの運用例としては、2016年（平成28年）の西部方面隊実動演習である「鎮西FTX」において、FCCSの統制下で5個地対艦ミサイル連隊とMLRSを用いた対艦攻撃訓練が行われた。

## 構成
方面隊システム、師団（旅団）用システム、大隊用システムがあり、野戦移動可能なのは後者の2つになる。
- 指揮所等装置
- 車両装置
- 携行装置
- 砲班装置
- 各種連接装置

## 参考資料
- 平成17年度事前の事業評価「火力戦闘指揮統制システム」
  - 要旨
  - 本文
  - 参考

- 平成22年度事後の事業評価「火力戦闘指揮統制システム」
  - 要旨
  - 本文
  - 参考